# Электрофизиология
Электрофизиология (от греч. ἥλεκτρον — электрон, янтарь; греч. φύσις — природа и греч. λόγος — знание) — раздел физиологии, изучающий электрические явления в организме при различных видах его деятельности: произвольной и непроизвольной, вызванной и спонтанной, на микро- и макроуровне в диапазоне от исследования биоэлектрической активности, опосредованной ионными процессами в синапсах и мембранах отдельных клеток и волокон, до анализа результатов полиграфической регистрации, позволяющей оценить интегративные функции целостного организма.
Предметом изучения в электрофизиологии является также активность нервных и других элементов, их констелляций, отдельных органов и целостного организма при действии на них постоянного или переменного тока. В настоящее время собственно электрофизиология является одновременно методической базой многих разделов физиологии и психологии, а также медицины и биофизики.

## История

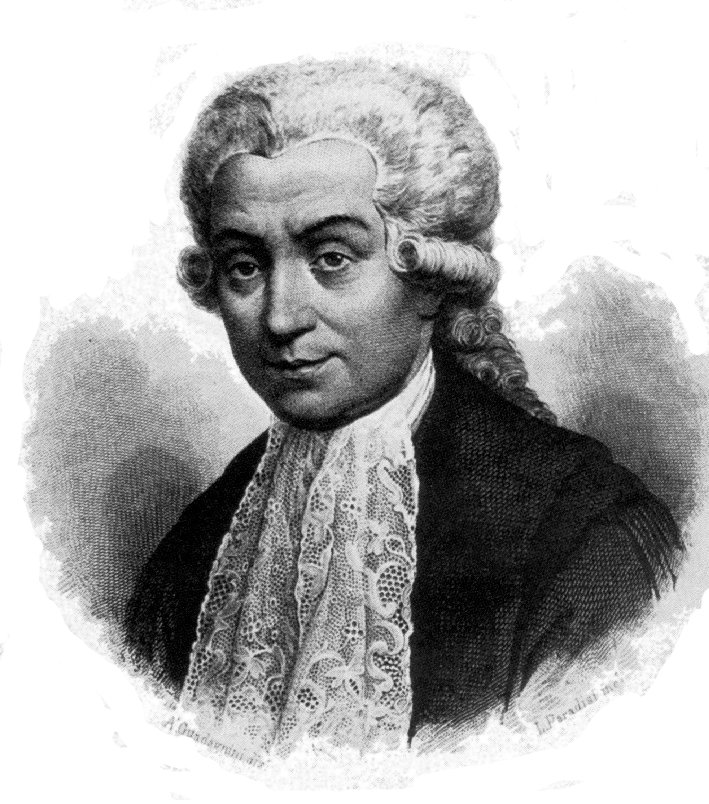
Луиджи Гальвани

Начало электрофизиологии обычно связывают со знаменитыми опытами итальянского врача, анатома и физиолога Луиджи Гальвани. В 1791 году Гальвани опубликовал «Трактат о силах электричества при мышечном движении». В этом трактате были описаны ряд опытов, в том числе и знаменитый «балконный» опыт Гальвани — биопрепараты (отпрепарированные лапки лягушки) были присоединены к громоотводу. Во время грозы происходило их сокращение. Тогда Гальвани предположил, что разряды атмосферного электричества будут раздражать лапки и без подключения к громоотводу. Для проверки этого предположения он подвесил несколько препаратов к железным перилам балкона своего дома с помощью медных крюков. Как только ветер начинал раскачивать лапки, и они касались перил балкона, мышцы энергично сокращались. В дальнейшем Гальвани продемонстрировал, что сокращение лапок возможно без металла — он накидывал нерв одной лягушки на мышцу другой, при этом происходило сокращение этой мышцы.
Дальнейшее развитие электрофизиологии связано с Карло Маттеуччи, который в 1830—1840 годах показал, что в мышце всегда может быть отмечен электрический ток, который течёт от её неповрежденной поверхности к поперечному разрезу.
В середине XIX века основы электрофизиологии были заложены классическими работами Э. Дюбуа-Реймона который показал связь между электрическим током и нервным импульсом.
Дальнейшее развитие электрофизиологии тесно связано с нейрофизиологией. В 1875 году независимо друг от друга английский хирург и физиолог Ричард Кэтон и украинский физиолог В. Я. Данилевский показали, что мозг является генератором электрической активности, то есть были открыты биотоки мозга.
В 1888 немецкий физиолог Ю. Бернштейн предложил т. н. дифференциальный реотом для изучения токов действия в живых тканях, которым определил скрытый период, время нарастания и спада потенциала действия. После изобретения капиллярного электрометра, применяемого для измерения малых эдс, такие исследования были повторены более точно французским учёным Э. Ж. Мареем (1875) на сердце и А. Ф. Самойловым (1908) на скелетной мышце. Н. Е. Введенский (1884) применил телефон для прослушивания потенциалов действия. Важную роль в развитии электрофизиологии сыграл российский физиолог В. Ю. Чаговец, впервые применивший в 1896 теорию электролитической диссоциации для объяснения механизма появления электрических потенциалов в живых тканях. Бернштейн сформулировал в 1902 основные положения мембранной теории возбуждения, развитые позднее английскими учёными П. Бойлом и Э. Конуэем (1941), А. Ходжкином, Б. Кацем и А. Хаксли (1949).
В начале XX в. для электрофизиологических исследований был использован струнный гальванометр, позволивший в значительной мере преодолеть инерционность других регистрирующих приборов; с его помощью В. Эйнтховен и Самойлов получили подробные характеристики электрических процессов в различных живых тканях. Неискажённая регистрация любых форм биоэлектрических потенциалов стала возможной лишь с введением в практику электрофизиологии (30—40-е гг. XX в.) электронных усилителей и осциллографов (Г. Бишоп, Дж. Эрлангер и Г. Гассер, США), составляющих основу электрофизиологической техники. Использование электронной техники позволило осуществить отведение электрических потенциалов не только от поверхности живых тканей, но и из глубины при помощи погружаемых электродов (регистрация электрической активности отдельных клеток и внутриклеточное отведение). Позднее в электрофизиологии стала широко использоваться также электронно-вычислительная техника, позволяющая выделять очень слабые электрические сигналы на фоне шумов, проводить автоматическую статистическую обработку большого количества электрофизиологических данных, моделировать электрофизиологические процессы и т. д.

## Разделы электрофизиологии
Электрофизиологический метод регистрации электрических потенциалов, возникающих во время активных физиологических функций во всех без исключения живых тканях, — наиболее удобный и точный метод исследования этих процессов, измерения их временных характеристик и пространственного распределения, так как электрические потенциалы лежат в основе механизма генерации таких процессов, как возбуждение, торможение, секреция.
В настоящее время в исследовательской работе и клинической практике широко применяются основные электрофизиологические методы изучения биопотенциалов:
- сердца — электрокардиография
- мозга — электроэнцефалография
- сетчатки — электроретинография
- кожи — электродерматография
- кровообращения — реография (импедансная плетизмография)
- желудочно-кишечного тракта — электрогастроэнтерография
- скелетных мышц — электромиография

Широчайшее применение ЭВМ при анализе данных приводит к выделению компьютерной электрофизиологии.